# کاترپیلار ۷۹۷اف

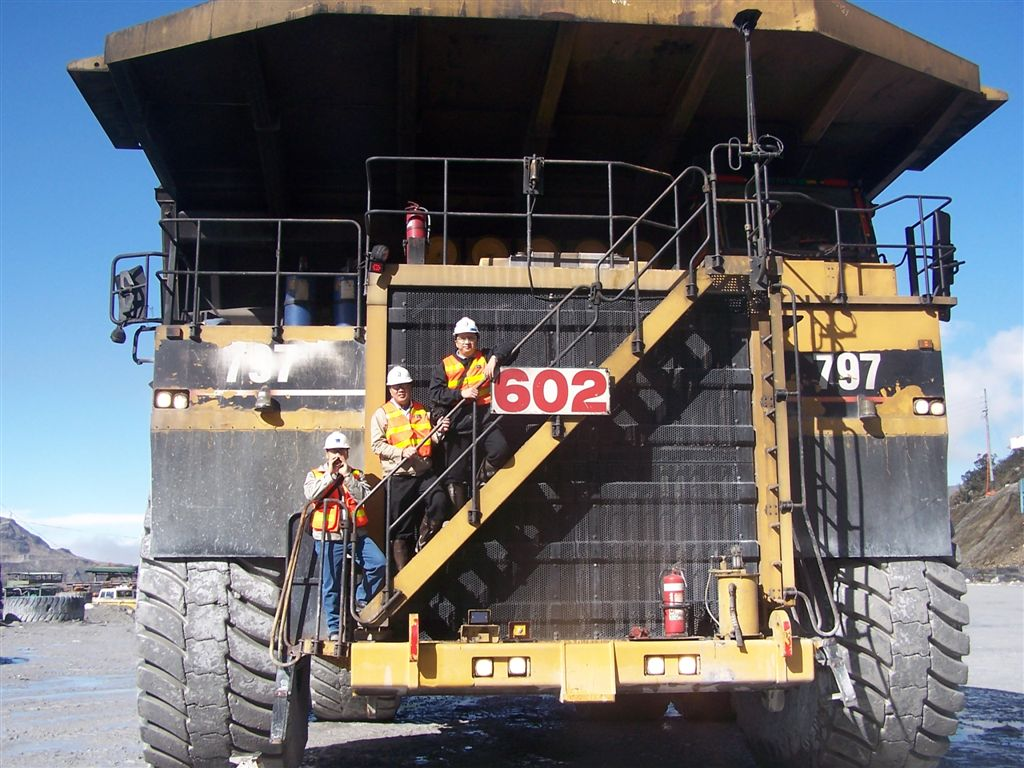
کاترپیلار ۷۹۷اف

کاترپیلار ۷۹۷اف (Caterpillar ۷۹۷F) خودرویی است که در سال‌های Late ۲۰۰۹ تا Present در آمریکای شمالی تولید شده‌ و طراحی آن «توزیع نیروی پیشران» بوده‌است.